# Paulo Freire
Paulo Freire (født 19. september 1921 i Recife, død 2. maj 1997 i São Paulo) var en brasiliansk pædagog og filosof. Han var en førende repræsentant for den kritiske pædagogik. Han fik international anerkendelse for sin bog De undertryktes pædagogik.

## Værker
- Freire, P. (1970a). Pedagogy of the Oppressed. New York, Continuum.
- Freire, P. (1970b). Cultural action for freedom. [Cambridge], Harvard Educational Review.
- Freire, P. (1973). Education for critical consciousness. New York, Seabury Press.
- Freire, P. (1975). Conscientization. Geneva, World Council of Churches.
- Freire, P. (1976). Education, the practice of freedom. London, Writers and Readers Publishing Cooperative.
- Freire, P. (1978). Pedagogy in Process: The letters to Guinea-Bissau. New York, A Continuum Book: The Seabury Press.
- Freire, P. (1985). The politics of education: culture, power, and liberation. South Hadley, Mass., Bergin & Garvey.
- Freire, P. and D.P. Macedo (1987). Literacy: reading the word & the world. South Hadley, Mass., Bergin & Garvey Publishers.
- Freire, P. and I. Shor (1987). Freire for the classroom: a sourcebook for liberators teaching.
- Freire, P. and H. Giroux & P. McLaren (1988). Teachers as intellectuals: towards a critical pedagogy of learning.
- Freire, P. and I. Shor (1988). Cultural wars: School and society in the conservative restoration 1969–1984.
- Freire, P. (1993). Pedagogy of the Oppressed. New York, Continuum.
- Freire, P. (1993). Pedagogy of the city. New York, Continuum.
- Faundez, Antonion, and Paulo Freire (1992). Learning to Question: A Pedagogy of Liberation. Trans. Tony Coates, New York, Continuum.
- Freire, Paulo (1993)”De undertryktes pædagogik”. Christian Ejlers
- Freire, P. and A.M.A. Freire (1994). Pedagogy of Hope: Reliving Pedagogy of the Oppressed. New York, Continuum.
- Freire, P. (1997). Mentoring the mentor : a critical dialogue with Paulo Freire. New York, P. Lang.
- Freire, P. and A.M.A. Freire (1997). Pedagogy of the heart. New York, Continuum.
- Freire, P. (1998). Pedagogy of freedom: ethics, democracy and civic courage. Lanham, Rowman & Littlefield Publishers.
- Freire, P. (1998). Politics and education. Los Angeles, UCLA Latin American Center Publications.
- Freire, P. (1998). Teachers as cultural workers: letters to those who dare teach. Boulder, Colo., Westview Press.